# Andreas Eschbach
Andreas Eschbach (sinh 15 tháng 9 năm 1959) là một nhà văn người Đức và là một trong những người đại diện quan trọng nhất của dòng văn học khoa học giả tưởng tiếng Đức.

## Cuộc đời
Andreas Eschbach sinh ngày 15 tháng 9 năm 1959 tại Ulm (Đức). Sau khi tốt nghiệp phổ thông tại Ehingen, ông học đại học về kỹ thuật hàng không và du hành vũ trụ tại Stuttgart, nhưng không kết thúc đại học mà thay vào đó là đi làm việc lập trình. Cho đến tháng 6 năm 1996 ông là người đồng thành lập và giám đốc điều hành của một công ty tư vấn về công nghệ thông tin.
Từ năm 2003 ông sống tại Bretagne (Pháp). Eschbach đã lập gia đình và có một người con trai.

## Sáng tác
Eschbach bắt đầu viết từ khi ông 12 tuổi. Quyển Die Haarteppichknüpfer (Người dệt thảm bằng tóc) được phát hành bởi nhà xuất bản Schneekluth tại München vào năm 1995. Là người đầu tiên trong số nhiều tác giả được mời, ông viết tập thứ 1935 cho loạt Perry Rhodan trong năm 1998 và qua đó đã thực hiện được một ước mơ thời niên thiếu. Từ tháng 9 năm 2001 đến tháng 6 năm 2002 quyển tiểu thuyết nhiều kỳ "Exponentialdrift" được đăng trên báo Frankfurter Allgemeine Sonntagszeitung.
Eschbach là một trong vài nhà văn Đức đã cố gắng giảng dạy về cách viết văn trong nhiều buổi hội thảo (seminar) và trại viết. Đặc biệt là các hội thảo của ông trong Học viện liên bang về đào tạo văn hóa tại Wolfenbüttel rất được ưa thích.
Tác phẩm của ông đã được dịch ra nhiều thứ tiếng: tiếng Tây Ban Nha, tiếng Pháp, tiếng Ý, tiếng Hà Lan, tiếng Séc, tiếng Ba Lan, tiếng Nga, tiếng Nhật và tiếng Thổ Nhĩ Kỳ. Bản dịch đầu tiên ra tiếng Anh là quyển tiểu thuyết đầu tay Die Haarteppichknüpfer, được xuất bản dưới tựa đề The Carpet Makers vào tháng 5 năm 2005 tại Mỹ.

## Tác phẩm

### Tiểu thuyết
- Die Haarteppichknüpfer (Người dệt thảm bằng tóc). Tiểu thuyết 1995, ISBN 3-453-13318-8
- Solarstation. Tiểu thuyết 1996, ISBN 3-404-24259-9
- Jesus Video. Tiểu thuyết 1998, ISBN 3-7857-1265-0
- Kelwitts Stern. Tiểu thuyết 1999, ISBN 3-404-23232-1
- Quest. Tiểu thuyết 2001, ISBN 3-453-18773-3
- Eine Billion Dollar. Tiểu thuyết 2001, ISBN 3-7857-2049-1
- Der Letzte seiner Art. Tiểu thuyết 2003, ISBN 3-7857-2123-4
- Der Nobelpreis. Tiểu thuyết 2005, ISBN 3-7857-2219-2
- Ausgebrannt. Tiểu thuyết 2007, ISBN 978-3-7857-2274-9
- Ein König für Deutschland. Tiểu thuyết 2009, ISBN 978-3-7857-2374-6

### Tiểu thuyết thiếu niên
- Das Marsprojekt. Tiểu thuyết 2001, ISBN 3-401-05111-3
- Perfect Copy, Die zweite Schöpfung. Tiểu thuyết 2002, ISBN 3-401-05425-2
- Die seltene Gabe. Tiểu thuyết 2004, ISBN 3-401-05461-9
- Das Marsprojekt, Die blauen Türme. Tiểu thuyết 2005, ISBN 3-401-05770-7
- Das Marsprojekt, Die gläsernen Höhlen. Tiểu thuyết 2006, ISBN 3-401-05867-3

### Truyện ngắn
- Welt des Unheils. 1975 trong Perry Rhodan số 739
- Dolls. 1991 in "c't - Tạp chí kỹ thuật máy tính " số 6/91, Nhà xuất bản Heise
- Der Mann aus der Zukunft. 1995
- Überraschungsgäste. 1996 trong Science Fiction Okular 151
- Die Wunder des Universums. 1997 trong Science Fiction Media 132
- Jenseits der Berge. 1999 tại SF-Fan.de
- Druupies. 1999 trong Alien Contact 34
- Humanic Park.
- Ein lausiger Historiker. 2001 trong Perry Rhodan Magazin số ra đặc biệt tháng 9 năm 2001
- Halloween.
- Eine unberührte Welt.
- Unerlaubte Werbung.
- Der Drache im Hindukusch.
- Quantenmüll Lưu trữ ngày 28 tháng 4 năm 2006 tại Wayback Machine. 2004 in Der Atem Gottes und andere Visionen 2004 (Berlin: Shayol) ISBN 3-926126-42-6

### Các tác phẩm khác
- Der Gesang der Stille. Perry Rhodan số 1935
- Die Rückkehr. Perry Rhodan số 2295
- Exponentialdrift. Tiểu thuyết nhiều kỳ 2003, ISBN 3-404-149-122
- Das Buch von der Zukunft. 2004, ISBN 3-871-34476-1

### Chuyển thể phim
- Das Jesus-Video. Đạo diễn Sebastian Niemann, với Matthias Koeberlin, Naike Rivelli, Frank Scharl và nhiều người khác.

## Giải thưởng
- 1994 - Học bổng của Quỹ Arno Schmidt (Arno Schmidt-Stiftung)
- 1996 - Giải khoa học giả tưởng Đức (Deutscher Science Fiction Preis) cho Die Haarteppichknüpfer là tiểu thuyết hay nhất
- 1997 - Giải khoa học giả tưởng Đức cho Solarstation là tiểu thuyết hay nhất
- 1997 - Giải Kurd Laßwitz (Kurd-Laßwitz-Preis) cho Solarstation là tiểu thuyết hay nhất
- 1998 - Giải khoa học giả tưởng Đức cho Die Wunder des Universums là truyện ngắn hay nhất
- 1999 - Phantastik Award cho Das Jesus Video là tiểu thuyết hay nhất
- 1999 - Giải khoa học giả tưởng Đức cho Das Jesus Video là tiểu thuyết hay nhất
- 1999 - Giải Kurd Laßwitz cho Das Jesus Video là tiểu thuyết hay nhất
- 2000 - Giải Kurd Laßwitz cho Kelwitts Stern là tiểu thuyết hay nhất
- 2000 - Giải Bob Morane (Prix Bob Morane, giải thưởng văn học Bỉ) cho Die Haarteppichknüpfer
- 2000 - Grand Prix de l'Imaginaire (giải thưởng văn học Pháp) cho Die Haarteppichknüpfer
- 2002 - Giải Kurd Laßwitz cho Quest là tiểu thuyết hay nhất
- 2004 - Giải Kurd Laßwitz cho Der Letzte seiner Art là tiểu thuyết hay nhất
- 2004 - Giải khoa học giả tưởng Đức für Der Letzte seiner Art là tiểu thuyết hay nhất
- 2004 - Phantastik Award cho Der Letzte seiner Art là tiểu thuyết hay nhất
- 2004 - Grand Prix de l'Imaginaire (giải thưởng văn học Pháp) cho Eine Trillion Euro trong thể loại giải châu Âu (Prix européen)
- 2005 - Giải tưởng tượng Đức (Deutscher Phantastik Preis) cho Quantenmüll Lưu trữ ngày 28 tháng 4 năm 2006 tại Wayback Machine là truyện ngắn hay nhất.